# Портленд (Коннектикут)
Портленд (англ. Portland) — місто (англ. town) в США, в окрузі Міддлсекс штату Коннектикут. Населення — 9384 особи (2020).

### Клімат
| Клімат : Портленд       | Клімат : Портленд | Клімат : Портленд | Клімат : Портленд | Клімат : Портленд | Клімат : Портленд | Клімат : Портленд | Клімат : Портленд | Клімат : Портленд | Клімат : Портленд | Клімат : Портленд | Клімат : Портленд | Клімат : Портленд | Клімат : Портленд |
| Показник                | Січ.              | Лют.              | Бер.              | Квіт.             | Трав.             | Черв.             | Лип.              | Серп.             | Вер.              | Жовт.             | Лист.             | Груд.             | Рік               |
| Абсолютний максимум, °C | 21,1              | 23,3              | 30,0              | 33,9              | 37,2              | 37,8              | 38,3              | 38,9              | 38,3              | 31,7              | 28,3              | 23,9              | 38,9              |
| Середній максимум, °C   | 2,2               | 3,9               | 8,9               | 15,6              | 21,1              | 26,1              | 28,9              | 27,8              | 23,9              | 17,2              | 11,1              | 5,0               | 16,0              |
| Середній мінімум, °C    | −7,8              | −5,6              | −1,7              | 4,4               | 9,4               | 15,0              | 18,3              | 17,2              | 12,2              | 5,6               | 1,7               | −4,4              | 5,4               |
| Абсолютний мінімум, °C  | −27,2             | −31,1             | −20               | −11,7             | −3,9              | 3,9               | 7,2               | 3,3               | −1,7              | −7,8              | −15               | −24,4             | −31,1             |
| Норма опадів, мм        | 80                | 70                | 91                | 99                | 99                | 101               | 102               | 93                | 88                | 105               | 98                | 85                | 1111              |
| ----------------------- | ----------------- | ----------------- | ----------------- | ----------------- | ----------------- | ----------------- | ----------------- | ----------------- | ----------------- | ----------------- | ----------------- | ----------------- | ----------------- |
| Джерело:                |                   |                   |                   |                   |                   |                   |                   |                   |                   |                   |                   |                   |                   |

## Демографія
Згідно з переписом 2010 року, у місті мешкало 9508 осіб у 3822 домогосподарствах у складі 2669 родин. Було 4077 помешкань
Расовий склад населення:
| - 94,2 % — білих - 2,2 % — чорних або афроамериканців - 1,0 % — азіатів - 0,1 % — корінних американців |

До двох чи більше рас належало 1,7 %. Частка іспаномовних становила 3,3 % від усіх жителів.
За віковим діапазоном населення розподілялося таким чином: 22,9 % — особи молодші 18 років, 61,7 % — особи у віці 18—64 років, 15,4 % — особи у віці 65 років та старші. Медіана віку мешканця становила 43,1 року. На 100 осіб жіночої статі у місті припадало 94,3 чоловіків;  на 100 жінок у віці від 18 років та старших — 92,7 чоловіків також старших 18 років.
Середній дохід на одне домашнє господарство  становив 115 852 долари США (медіана — 88 433), а середній дохід на одну сім'ю — 142 696 доларів (медіана — 109 593). Медіана доходів становила 75 750 доларів для чоловіків та 61 224 долари для жінок. За межею бідності перебувало 7,3 % осіб, у тому числі 9,3 % дітей у віці до 18 років та 3,4 % осіб у віці 65 років та старших.
Цивільне працевлаштоване населення становило 5108 осіб. Основні галузі зайнятості: освіта, охорона здоров'я та соціальна допомога — 32,0 %, роздрібна торгівля — 14,1 %, фінанси, страхування та нерухомість — 10,7 %, виробництво — 8,0 %.